# 고영한
고영한(高永銲, 1955년 2월 7일 ~ )은 대한민국의 대법관을 역임한 법조인이다. 본관은 장흥이며, 전라남도 광주 출신이다.

## 학력
- 광주제일고등학교
- 서울대학교 법학 학사

## 경력
- 1979년 : 21회 사법시험 합격
- 제11기 사법연수원
- 1979년 2월 : 대전지방법원 판사
- 1991년 : 서울고등법원 판사
- 대법원 재판연구관
- 대전지방법원 천안지원 판사
- 서울중앙지방법원 의정부지원 판사
- 서울중앙지방법원 의정부지원 부장판사
- 2000년 7월 : 서울지방법원 부장판사
- 2000년 7월 : 법원행정처 건설국 국장
- 2004년 2월 : 광주고등법원 부장판사
- 2005년 2월 : 서울고등법원 부장판사
- 가톨릭 서울법조회 부회장
- 2008년 : 서울중앙지방법원 파산수석부 부장판사
- 2010년 8월 ~ 2011년 11월 : 전주지방법원 법원장
- 2011년 11월 ~ 2012년 7월 : 법원행정처 차장
- 2012년 8월 ~ 2018년 8월 : 대법원 대법관
- 2016년 2월 ~ 2017년 5월 : 제23대 법원행정처 처장
- 2020년 9월 ~ 2021년 : 법무법인 율우 고문변호사
- 2021년 ~ : 법무법인(유한) 바른 고문 변호사

## 판결
국회 인사청문회에서 쌍용자동차의 대량해고 후 22명이 스스로 목숨을 끊은 것과 관련해 “책임을 느낀다”고 밝히면서“좀 더 근로자들의 소리를 배려하고 귀담아 들었어야 하는데 그러지 못했다”고 말했다. 이와 관련하여 진보적인 변호사들의 모임인 민변은 2014년 '최악의 걸림돌 판결'이라고 발표했다.
KTX여자 승무원 부당해고심사에서 회사편을 들어줌으로서 승무원들에게 1억원의 빚을 떠안게하는 사형선고를 했으며 이로 인해 3살배기 아이를 둔 어머니인 한 승무원이 자살했고 승무원들은 10여년이 넘는 세월을 투쟁하고있는 중이다.
한달동안 휴일없이 계속 근무하다 뇌출혈로 쓰러져 숨진 김모(당시 29세)씨 유족이 “유족급여 등을 지급하라”며 근로복지공단을 상대로 낸 소송 상고심에서 원고 승소 판결한 원심을 깨고 원고 패소 취지로 사건을 서울고법에 돌려보냈다. 김씨는 지난 2012년 9월 6일 사무실에 출근했다가 두통과 어지럼증에 병원 응급실을 찾았지만 곧 의식을 잃고 쓰러진 뒤 닷새 만에 숨졌다. 사인은 뇌출혈이었다. 2인1조로 함께 일하던 선배의 개인 사정으로 업무가 김씨한테만 몰려 한 달간 휴일 없이 근무를 계속한데다 상사에게 질책도 들어 스트레스가 쌓일 대로 쌓인 상태였다. 그러나 고영환 대법관은 충분한 휴식을 취했으며, 정신적 압박도 없었을것이라며 원고 패소 판시했다.